# بيانكا رينهارت
بيانكا رَينهارت (بالإنجليزية: Bianca Rinehart)‏ هي مليارديرة أسترالية.